# Трипи
Трѝпи (на италиански и на сицилиански: Tripi) е село и община в Южна Италия, провинция Месина, автономен регион и остров Сицилия. Разположено е на 450 m надморска височина. Населението на общината е 934 души (към 2011 г.).